# Independent Albums
Independent Albums (также известный как Top Independent Albums) — музыкальный хит-парад, еженедельно публикуемый журналом Billboard. Он включает в себя наиболее продаваемые альбомы и EP в любом стиле, выпущенные на независимых лейблах. Чарт формируется на основе анализа данных о количестве продаж альбомов, в том числе и через цифровую дистрибуцию. В него могут входить эксклюзивные издания альбомов, продающиеся только в определённой сети магазинов или Интернете.
Первый выпуск чарта вышел 2 декабря 2000 года. Чарт выходит еженедельно на сайте Billboard (25 позиций); хит-парад полностью можно увидеть на сайте Billboard.biz через платную подписку.
Первым альбомом, возглавившим чарт, стал диск Who Let the Dogs Out группы Baha Men.

## Лучшие независимые альбомы по годам
- 2001: Baha Men — Who Let the Dogs Out[4]
- 2002: Mannheim Steamroller — Christmas Extraordinaire[5]
- 2003: Lil Jon & the East Side Boyz — Kings of Crunk[6]
- 2004: Lil Jon & the East Side Boyz — Kings of Crunk[7]
- 2005: Lil Jon & the East Side Boyz — Crunk Juice[8]
- 2006: Little Big Town — The Road to Here[9]
- 2007: Сборник — Лак для волос (саундтрек)[10]
- 2008: The Eagles — Long Road out of Eden[11]
- 2009: Джейсон Олдин — Wide Open[12]
- 2010: Джейсон Олдин — Wide Open[13]
- 2011: Джейсон Олдин — My Kinda Party[14]
- 2012: Mumford & Sons — Babel[15]
- 2013: Mumford & Sons — Babel[16]
- 2014: Гарт Брукс — Blame It All on My Roots: Five Decades of Influences[17]
- 2015: Джейсон Олдин — Old Boots, New Dirt[18]
- 2016: Radiohead — A Moon Shaped Pool[19]
- 2017: Metallica — Hardwired... to Self-Destruct[20]
- 2018: Джейсон Олдин — Rearview Town[21]
- 2019: BTS — Map of the Soul: Persona[22]
- 2020: Bad Bunny — YHLQMDLG[23]
- 2021: Bad Bunny — El Último Tour Del Mundo[24]
- 2022: Bad Bunny — Un Verano Sin Ti[25]
- 2023: Bad Bunny — Un Verano Sin Ti[26]